# Villafruela
Villafruela è un comune spagnolo di 197 abitanti situato nella comunità autonoma di Castiglia e León.